# محمد سعيد الكاتب
محمد سعيد الكاتب ولد في جربة سنة 1935 في 4 مارس و توفي من عمر يناهز 82 عام و ذلك في 20 جويلية 2017، من جنسية تونسية متحصل على اجازة وطنية من المدرسة الوطنية العسكرية.

## سيرة شخصية

### دراسة
وهو قادم من الدفعة الأولى للضباط التونسيين ( دفعة بورقيبة ، التكوين بمدرسة اسميا سان سير - سنة 1956 و 1957 ). من سبتمبر 1959 إلى اوت 1960 ، شارك في دورة تدريبية متقدمة . ثم تولى في سبتمر 1960

### المشاركة في أزمة بنزرت
شارك الملازم بسربه المختلط في أزمة بنزرت . تولى منصبه يوم 6 يوليو في محطة سيدي أحمد وشارك يوم 19 يوليو في الحصار المضاد للطائرات على القاعدة الجوية التي تحمل نفس الاسم . وفي صباح يوم 20 صباحا انسحبت وحدته إلى مكان يبعد 2.5 كم جنوب المخفر ثم في المساء باتجاه مركز شرطة تينجا . وصل ثلث جنود السرب إلى الموقع الأخير في 21 يوليو ،.

### الوظائف الوطنية
ويتولى محمد سعيد الكاتب، على التوالي، مهام رئيس أركان حرب وزير الدفاع الوطني ، والمفتش العام للقوات المسلحة، ورئيس أركان الجيش ، ورئيس أركان حرب القوات المسلحة.